# جسيم كاخال

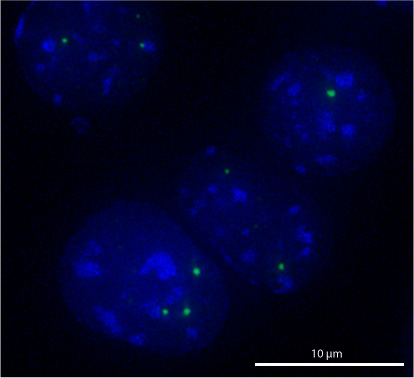
أنوية خلايا فأرية (أزرق) تحتوي على جسيمات كاخال (أخضر) مرئية بدمج الواسم البروتيني p80/Coilin مع بروتين أخضر فلوري.

جسيمات كاخال (بالإنجليزية: Cajal bodies)‏ وتسمى كذلك الجسيمات الملتفة: هي جسيمات كروية نووية قطرها بين 0.3 و1.0 ميكرومتر وتتواجد في أنوية الخلايا المتكاثرة مثل الخلايا الجنينية والخلايا الورمية، أو الخلايا النشطة أيضيا مثل العصبونات. جسيمات كاخال هي عضيات لا تملك غشاء وتتكون في الغالب من البروتينات والرنا. أُبلِغ عنها أول مرة من قبل سانتياغو رامون إي كاخال سنة 1903، وسماها الجسيمات الملحقة بالنوية بسبب علاقتها بالنوية في الخلايا العصبية. أُعيد اكتشافها بالمجهر الإلكتروني وسميت بالجسيمات الملتفة نتيجة ظهورها كخيوط ملتفة في الصور الملتقطة بالمهجر الإلكتروني، ثم أعيد لاحقا تسميتها باسم مكتشفها. تسارعت البحوث حول جسيمات كاخال بعد اكتشاف واستنساخ الواسم البروتيني p80/Coilin. لجسيمات كاخال علاقة بعمليات الأيض ذات الصلة بالرنا مثل: تخليق ونضوج وإعادة تدوير البروتينات النووية الريبوزية النووية الصغيرة (snRNP)، معالجة الرنا الرسول الخاص بالهستونات وصيانة القسيمات الطرفية. تُجمِّع جسيمات كاخال الرنا الذي يُستخدم بواسطة التيلوميراز لإضافة نوكليوتيدات إلى نهاية القسيمات الطرفية.

## المكان ودورة الخلية
تتواجد جسيمات كاخال في أنوية النباتات، الخميرة، والخلايا الحيوانية فقط. الخلايا التي تتواجد فيها جسيمات كاخال بوضوح تكون في العادة ذات نشاط نسخي عالي، وفي الغالب تنقسم بشكل سريع. قطرها حوالي 0.1 إلى 2.0 ميكرومتر وعددها من واحد إلى خمس جسيمات في كل نواة. يختلف عدد الجسيمات حسب نوع الخلية ومرحلتها من دورة الخلية. يتم الوصول إلى الرقم الأقصى من منتصف طور النمو الأول حتى بداية طور النمو الثاني أين تصبح بحجم أكبر وتتناقص أعدادها. تتفكك جسيمات كاخال أثناء طور الانقسام المتساوي ثم تظهر لاحقا في طور النمو الأول. من المحتمل أن جسيمات كاخال مواقعٌ لتجميع أو تعديل ماكنة النسخ الخاصة بالنواة.